# Hongkong na Letnich Igrzyskach Olimpijskich 1964
Hongkong na Letnich Igrzyskach Olimpijskich 1964 reprezentowało 39 zawodników (38 mężczyzn, 1 kobieta). Reprezentanci Hongkongu nie zdobyli żadnego medalu na tych igrzyskach.